# تا ابد (آلبوم کرینز)
تا ابد (به انگلیسی: Forever) دومین آلبوم استودیویی از گروهٔ موسیقی راک کرینز می‌باشد که در ۲۶ آوریل سال ۱۹۹۳ از سوی دیدیکیتد رکوردز منتشر گردید.

## فهرست ترانه‌ها
همهٔ ترانه‌ها توسط آلیسون شاو و جیم شاو نوشته شده‌است.
| شماره      | نام              | مدت   |
| ---------- | ---------------- | ----- |
| ۱.         | «همه‌جا»          | ۳:۴۱  |
| ۲.         | «بی ابر»         | ۵:۳۳  |
| ۳.         | «جواهر»          | ۳:۰۵  |
| ۴.         | «خیلی دور»       | ۳:۵۳  |
| ۵.         | «سرگردان»        | ۵:۰۹  |
| ۶.         | «شفاف»           | ۳:۴۳  |
| ۷.         | «خورشید و آسمان» | ۳:۳۴  |
| ۸.         | «تا همیشه»       | ۴:۰۴  |
| ۹.         | «طلایی»          | ۳:۴۳  |
| ۱۰.        | «رنگین‌کمان‌ها»    | ۳:۱۱  |
| مجموع مدت: | مجموع مدت:       | ۳۹:۳۶ |

| نسخهٔ اروپایی ترانهٔ جایزه | نسخهٔ اروپایی ترانهٔ جایزه | نسخهٔ اروپایی ترانهٔ جایزه |
| شماره                    | نام                      | مدت                      |
| ------------------------ | ------------------------ | ------------------------ |
| ۱۱.                      | «مثل ستارگان بدرخش»      | ۴:۳۲                     |
| مجموع مدت:               | مجموع مدت:               | ۴۴:۰۸                    |

| نسخهٔ بریتانیایی محدود سی‌دی ترانهٔ جایزه | نسخهٔ بریتانیایی محدود سی‌دی ترانهٔ جایزه | نسخهٔ بریتانیایی محدود سی‌دی ترانهٔ جایزه |
| شماره                                  | نام                                    | مدت                                    |
| -------------------------------------- | -------------------------------------- | -------------------------------------- |
| ۱.                                     | «خیمه‌شب‌بازی»                           | ۳:۴۸                                   |
| ۲.                                     | «مثل ستارگان بدرخش»                    | ۴:۳۲                                   |
| مجموع مدت:                             | مجموع مدت:                             | ۸:۲۰                                   |

| نسخهٔ بریتانیایی ال‌پی محدود و نسخهٔ اروپایی محدود سی‌دی ترانهٔ جایزه | نسخهٔ بریتانیایی ال‌پی محدود و نسخهٔ اروپایی محدود سی‌دی ترانهٔ جایزه | نسخهٔ بریتانیایی ال‌پی محدود و نسخهٔ اروپایی محدود سی‌دی ترانهٔ جایزه |
| شماره                                                            | نام                                                              | مدت                                                              |
| ---------------------------------------------------------------- | ---------------------------------------------------------------- | ---------------------------------------------------------------- |
| ۱.                                                               | «در دل دریا»                                                     | ۳:۱۹                                                             |
| ۲.                                                               | «لغزش»                                                           | ۲:۵۰                                                             |
| ۳.                                                               | «بال‌های شادی»                                                    | ۲:۰۴                                                             |
| ۴.                                                               | «ترانهٔ شیپوری»                                                   | ۱:۴۸                                                             |
| مجموع مدت:                                                       | مجموع مدت:                                                       | ۱۰:۰۱                                                            |